# Anakena (monte submarino)
El Monte submarino Anakena, es una prominencia del relieve del fondo marino de Océano Pacífico, que destaca dentro de la Cordillera Submarina Anakena, en las inmediaciones de la Dorsal del Pacífico Oriental, dentro de un área también denominada "Campo de montes submarinos Rano Rahi". Se encuentra a aproximadamente 1140 km al NO de Isla de Pascua, 1890 km al NE de Isla Pitcairn, 1400 km al NE de Isla Ducie, 3000 km al E de las Islas Marquesas y 3100 km al SO de las Islas Galápagos. 
Fue descubierto por el buque de investigación RV Melville en noviembre de 1992. Su nombre, que recuerda una playa de Isla de Pascua en la que, según la tradición local, habrían desembarcado los ancestros de los habitantes rapanui, fue propuesto al organismo internacional encargado de toponimia submarina (GEBCO-SCUFN) por el Dr. Daniel Scheirer, de la Universidad de Brown, Estados Unidos en 1995, siendo el descubrimiento acreditado el 19 de junio de 1997 por GEBCO-SCUFN.